# أرق (فلم)
الأرق (بالإنجليزية: Sleepless)، فيلم جريمة درامي أكشن أمريكي تم إنتاجه في سنة 2017 وهو من إخراج باران بو أودار وتأليف أندريا بيرلوف ومن بطولة جيمي فوكس وميشيل موناغان وتي آي وغابرييلي يونيون وديفيد هاربر وسكوت مكنيري. قصة الفيلم مأخوذة من الفيلم الفرنسي ليلة بدون نوم الذي تم إنتاجه في سنة 2011، أما هذا الفيلم تم عرضه في 13 يناير 2017 وحصد أرباح قليلة بقيمة 31 مليون دولار أمريكي ونال تقييم سلبي.

## القصة
تدور أحداث الفيلم حول ضابط شرطة يدعى فنسنت داونز يعمل في لاس فيجاس، والذي يتورط في عملية سرقة مخدرات من عائلة نوفاك بإيعاز من شريكه الفاسد، ونتيجة لما فعله داونز، يتم اختطاف ابنه مقابل أن يعيد المخدرات التي سرقها من جديد، لكن المسألة ليست بهذه البساطة مطلقًا.

## البطولة
- جيمي فوكس بدور فنسنت داونس
- ميشيل موناغان بدور جينيفر براينت
- ديرموت مولروني بدور ستانلي روبينو
- سكوت مكنيري بدور روب نوفاك
- تي آي بدور شاين كاس
- غابرييلي يونيون بدور دينا كاس
- ديفيد هاربر بدور دوغ دينيسون
- كوري وورين بدور غنمان كريس
- ماركل واتسون بدور كورتيز داونس
- ساره بينيت بدور نفسها
- بريتاني نيكول بدور سبا
- فيليب ألين هول بدور ضابط شرطة لاس فيغاس
- أوكتافيوس جونسون بدور توماس داونس
- إيلي إيفيريت بدور عاملة الحمام

## التقييم
حاز هذا الفيلم على ردود فعل سلبية وقد حصل على تقييم 21% في موقع الطماطم الفاسدة بناءً على 52 مراجعة، وذكر النقاد أن بالرغم من مشاركة طاقم موهوب في الفيلم إلا أنه كان جامد وكانت أحداث الفيلم متسارعة مما أثر فيه. على موقع ميتاكريتيك حصل الفيلم على تقييم 34 من 100 وحصل على 15 نقد معظمها كان سلبي.

## وصلات خارجية
- مقالات تستعمل روابط فنية بلا صلة مع ويكي بيانات

- بدون نوم على قاعدة بيانات الأفلام على الإنترنت